# Tibouchina purpusii
Tibouchina purpusii là một loài thực vật có hoa trong họ Mua. Loài này được Brandegee miêu tả khoa học đầu tiên năm 1913.